# Hameeda Lakho
Hameeda Lakho (1964) is een Pakistaans-Nederlands schrijfster.
Ze is auteur van de boeken Verborgen Tralies, Gebroken Cirkel, Geheim Geweld en Help Jezelf. In haar autobiografisch debuut Verborgen Tralies verhaalt ze over de mislukte gezinshereniging met haar vader. Het eveneens autobiografisch Gebroken cirkel sluit chronologisch aan op het eerste boek en beschrijft het mislukt hernieuwd contact met haar dood gewaande moeder, broer en zus, naast de integratiemoeilijkheden van deze familieleden in Nederland. Haar derde boek Geheim Geweld keert terug in de tijd tot de periode van Verborgen Tralies, maar focust op de kindermishandeling.Haar drie boeken werden uitgegeven bij De Boekerij. Vertalingen verschenen bij uitgeverijen in Spanje, Portugal, Duitsland, Noorwegen, Zweden, Finland, Estland en België. 
Lakho geeft lezingen en workshops met impact in het binnen- en buitenland over kindermishandeling, opgroeien tussen twee culturen en haar eigen ervaringen. In 2005 richtte ze de Stichting Geheim Geweld op voor slachtoffers van kindermishandeling met als doel het bieden van erkenning en herkenning van de langetermijngevolgen van kindermishandeling. In 2009 werd zij benoemd tot Ridder in de Orde van Oranje Nassau.